# North East People's Forum
The North East People's Forum (NEPF) var en indisk valallians under ledning av Purno Agitok Sangma.
Några av de ingående 17 partierna var:
- Bharatiya Janata Party
- Janata Dal (United)

2004 gick NEPF samman med All India Trinamool Congress (AITC) och bildade det nya partiet Nationalistiska Trinamoolkongressen.